# Deutsche Raumfahrer
Die deutsche Raumfahrt hat kein eigenes bemanntes Raumfahrtprogramm. Die deutschen Raumfahrer flogen daher als Besatzungsmitglieder bei Missionen anderer Staaten ins All: mit den Sojus-Raumschiffen der Sowjetunion (später Russland) und mit dem Space Shuttle der Vereinigten Staaten. Seit 2020 werden die Flüge mit Crew-Dragon-Raumschiffen von SpaceX durchgeführt. In achtzehn Missionen mit deutscher Beteiligung flogen bis 2021 insgesamt dreizehn deutsche Raumfahrer in den Weltraum, darunter eine Frau.

## Betreuende Organisationen

### Übersicht
Auswahl und Ausbildung der Raumfahrer erfolgten durch drei verschiedene Behörden und Gesellschaften, zeitweise auch parallel:
- Die Luftstreitkräfte der DDR wählten 1976 zwei Anwärter für einen Raumflug der Sowjetunion im Rahmen des Interkosmos-Programms aus. Einer davon kam zum Einsatz, der andere war Ersatzmann.
- Das DFVLR der Bundesrepublik Deutschland wählte bei drei Gelegenheiten (1982, 1987, 1990) insgesamt neun Raumfahrer aus, die an Forschungseinsätzen des Space-Shuttle oder auf der Raumstation Mir teilnahmen. Sieben davon kamen zum Einsatz.
- Auf europäischer Ebene wählte die ESA bei drei Gelegenheiten (1977, 1992, 2009) insgesamt 16 Raumfahrer aus 10 Ländern aus. Bei allen drei Auswahlen war je ein Deutscher dabei. Alle kamen dabei zum Einsatz, ein vierter stieß 2015 dazu.

Ab 1999 existierte keine rein deutsche Astronautengruppe mehr, die deutschen Raumfahrtaktivitäten sind voll in der ESA und deren Astronautenkorps integriert.

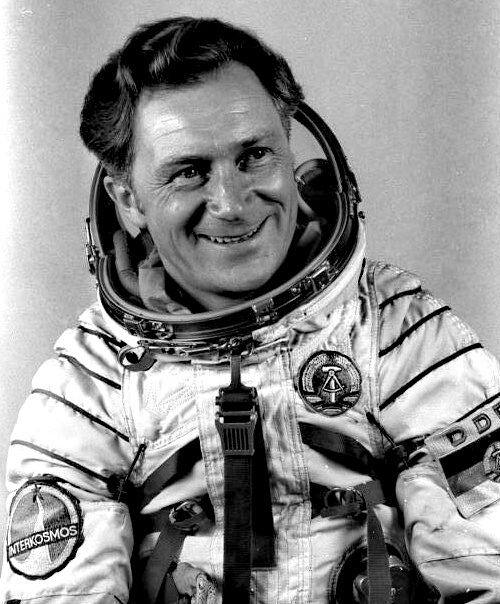
Sigmund Jähn, der erste Deutsche im All

### DDR-Beteiligung am Interkosmos-Programm
Im Rahmen des Interkosmos-Programms ermöglichte die Sowjetunion befreundeten Nationen, an bemannten Raumfahrtmissionen teilzunehmen. Für den Flug mit DDR-Beteiligung wurden am 25. November 1976 zwei Piloten aus den Luftstreitkräften der DDR ausgewählt: Sigmund Jähn und Eberhard Köllner, wobei Jähn im August/September 1978 den Raumflug mit Sojus 31 unternahm und Köllner der Ersatzmann war. Weitere Flüge waren nicht vorgesehen, so dass es nach dem Flug keine DDR-Kosmonautengruppe mehr gab.

### Die Astronautengruppen von DFVLR/DLR
Eine erste bundesdeutsche Astronautengruppe wurde am 19. Dezember 1982 von der damaligen Deutschen Forschungs- und Versuchsanstalt für Luft- und Raumfahrt (DFVLR, später Deutsches Zentrum für Luft- und Raumfahrt, DLR) zusammengestellt. Ausgewählt wurden Reinhard Furrer und Ernst Messerschmid, die für einen Raumflug mit dem Space Shuttle ausgebildet wurden, bei dem das europäische Spacelab-Labor an Bord sein würde. Dieser siebentägige Flug fand ab 30. Oktober 1985 unter der Bezeichnung STS-61-A statt und wurde in Deutschland auch unter der Bezeichnung D1-Mission bekannt. Nach dem Flug wurde die Astronautengruppe aufgelöst.

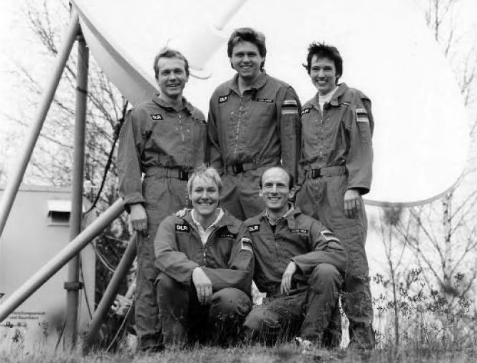
Die Astronautengruppe der DFVLR: Schlegel, Walter, Brümmer (hinten), Walpot, Thiele (vorne)

Die nächste deutsche Astronautengruppe des DFVLR wurde am 3. August 1987 zusammengestellt und bestand aus fünf Personen, darunter auch erstmals Frauen: Renate Brümmer, Hans Schlegel, Gerhard Thiele, Heike Walpot und Ulrich Walter. Brümmer, Schlegel, Thiele und Walter wurden ab Oktober 1990 von der NASA zu Nutzlastspezialisten für die Mission STS-55 ausgebildet. Der Flug erfolgte im April 1993 unter Beteiligung von Schlegel und Walter. Nach diesem Flug traten Brümmer, Walpot und Walter aus, Schlegel und Thiele verblieben dagegen im deutschen Raumfahrerkorps und hielten sich für weitere Einsätze bereit.
Die politischen Änderungen Ende der 1980er Jahre (Perestroika und Glasnost) ermöglichten auch eine Zusammenarbeit der Bundesrepublik mit der Sowjetunion. Parallel zur Vorbereitung auf den Shuttle-Flug wurde die deutsche Raumfahrergruppe am 8. Oktober 1990 durch Reinhold Ewald und Klaus-Dietrich Flade verstärkt. Im Gegensatz zu ihren Kollegen wurden sie jedoch in der Sowjetunion ausgebildet und bereiteten sich auf einen Flug zur Raumstation Mir vor. Flade kam im März 1992 zum Einsatz, Ewald im Februar 1997.

### Deutsche Raumfahrer bei der ESA

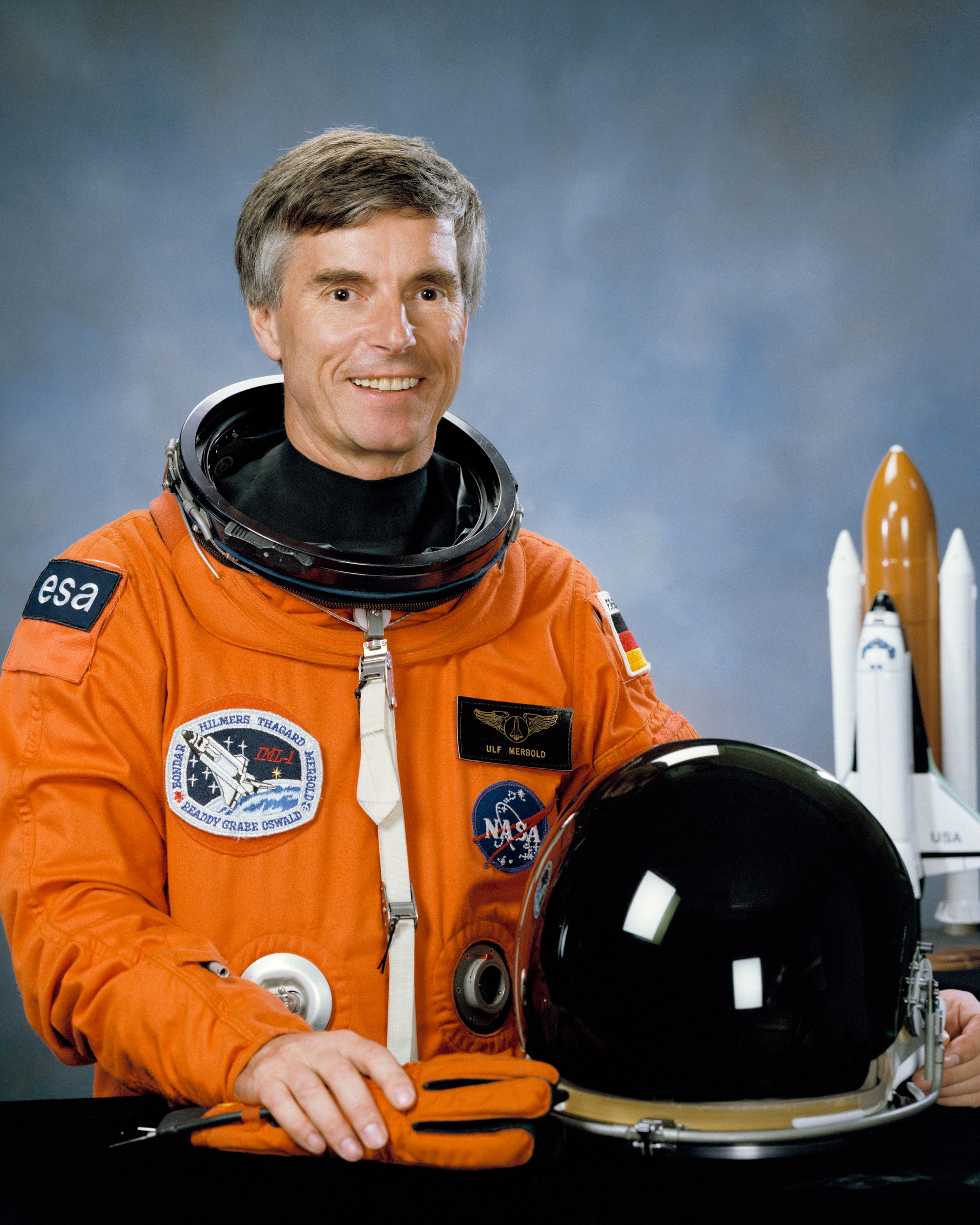
Ulf Merbold, der erste ESA-Astronaut im All

Schon ab 1977, bevor in Frankreich, Deutschland und Italien nationale Astronautengruppen aufgestellt wurden, hatte die ESA eine eigene Astronautenauswahl getroffen, damit europäische Astronauten die europäischen Experimente an Bord des Space Shuttle durchführen konnten. Die deutsche Vorauswahl übernahm das DFVLR, das am 23. April 1977 per Zeitungsannonce nach einem „Wissenschaftler im Weltraumlabor“ suchte, worauf mehr als 700 Bewerbungen eingingen. Zu den vier am 22. Dezember 1977 ausgewählten ESA-Astronauten gehörte auch Ulf Merbold, und Merbold war es auch, der im November 1983 bei STS-9 der erste Nicht-Amerikaner an Bord des Space-Shuttles war. Merbold kam später zu zwei weiteren Raumflügen für die ESA: 1992 mit der Shuttle-Mission STS-42 und 1994 an Bord des russischen Raumschiffs Sojus TM-20 zur Raumstation Mir.
Erst 15 Jahre später, am 15. Mai 1992, wurde eine zweite ESA-Gruppe gebildet. Unter den sechs Raumfahreranwärtern aus sechs Ländern war mit Thomas Reiter wieder ein Deutscher. Reiter war der erste deutsche Raumfahrer, der Langzeiteinsätze auf Raumstationen absolvierte: je sechs Monate auf der Mir und auf der ISS.
Mit der Gründung des Europäischen Astronautenkorps der ESA ging die Auflösung der nationalen Astronautenkorps in Deutschland, Frankreich und Italien einher. Bis 1999 wechselten die noch aktiven deutschen Astronauten Schlegel, Thiele und Ewald vom DLR zur ESA.
Auch bei der nächsten ESA-Auswahl, die am 20. Mai 2009 aufgestellt wurde, war mit Alexander Gerst wieder ein Deutscher dabei. Gerst führte 2014 einen Langzeitaufenthalt auf der ISS durch und ein weiteres Mal im Juni 2018, bei dem er ab Oktober 2018 auch das Kommando der ISS übernahm.
Da für die ESA künftig mehr Flugmöglichkeiten bestehen werden, stieß Matthias Maurer im Juli 2015 als weiterer deutscher Raumfahreranwärter zum Europäischen Astronautenkorps hinzu.
Am 23. November 2022 wurden Nicola Winter und Amelie Schoenenwald als Reserve-Mitglieder des Astronautenkorps der Europäischen Weltraumorganisation benannt.

### Die Astronautin
Bis zum Jahr 2016 war noch keine deutsche Frau im All. Aus diesem Grund rief die Unternehmerin Claudia Kessler die Initiative Die Astronautin ins Leben. Die Luft- und Raumfahrtingenieurin hatte Maschinenbau und Luft- und Raumfahrttechnik studiert und hatte ursprünglich selbst versucht, Astronautin zu werden. Ziel dieser Initiative war es, die erste Deutsche ins All zu bringen und ihr einen Kurzzeitaufenthalt auf der ISS zu ermöglichen. Es wurde die Stiftung erste deutsche Astronautin gemeinnützige GmbH gegründet, die sich durch Spenden, Crowdfunding und Unterstützung aus der Industrie finanzierte.
Im April 2017 wurden aus über 400 Bewerberinnen die Bundeswehr-Pilotin Nicola Baumann und die Meteorologin Insa Thiele-Eich ausgewählt, um eine entsprechende Ausbildung zu durchlaufen. Zur Finanzierung des ersten deutschen Astronautinnentrainings wurden im Frühjahr 2017 in einer ersten Crowdfunding-Runde 68.590 Euro eingesammelt. Nicola Baumann trat im Dezember 2017 von der Ausbildung zurück; im Februar 2018 wurde als Nachrückerin Suzanna Randall nominiert.
Der Flug zur ISS wurde anfangs für spätestens 2019 angestrebt, dann auf 2020 verschoben und weiter auf 2021 und 2023. Die Initiative hatte keinen festen Flug gebucht, da die Finanzierung der 50 Millionen Euro teuren Raumfahrtmission nicht gesichert war.
2022 ernannte die ESA Nicola Winter (vormals Nicola Baumann) zur Reserveastronautin. Die Stiftung erste deutsche Astronautin wurde hingegen 2024 liquidiert.

### Kommerzielle Missionen
Am 1. April 2025 startete die Elektroingenieurin und Polarforscherin Rabea Rogge in der kommerziellen Mission Fram2 an Bord einer „Dragon“-Kapsel als erste Frau aus Deutschland vom Weltraumbahnhof Cape Canaveral im US-Bundesstaat Florida ins All. Nach etwa 55 Erdumrundungen auf einer Polarbahn landete die Kapsel am 4. April 2025 vor der kalifornischen Küste.

## Liste der deutschen Raumfahrer
| Nr. | Name                 | Staatsangehörigkeit zum Start | Mission Nr. | Mission                                             | Gastgeberland | Missionsbeginn | Flugdauer | Raumstation | Missionsziel                                                                    |
| --- | -------------------- | ----------------------------- | ----------- | --------------------------------------------------- | ------------- | -------------- | --------- | ----------- | ------------------------------------------------------------------------------- |
| 1   | Sigmund Jähn         | DDR                           | 1           | Sojus 31/ Sojus 29                                  | Sowjetunion   | 26. Aug. 1978  | 7 Tage    | Saljut 6    |                                                                                 |
| 2   | Ulf Merbold          | BR Deutschland                | 2           | STS-9                                               | USA           | 28. Nov. 1983  | 10 Tage   |             | Wissenschaftliche Experimente im Spacelab-Modul                                 |
| 2   | Ulf Merbold          | BR Deutschland                | 5           | STS-42                                              | USA           | 22. Jan. 1992  | 8 Tage    |             | Wissenschaftliche Experimente im Spacelab-Modul                                 |
| 2   | Ulf Merbold          | BR Deutschland                | 9           | Sojus TM-20/ Sojus TM-19                            | Russland      | 3. Okt. 1994   | 31 Tage   | Mir         |                                                                                 |
| 3   | Reinhard Furrer      | BR Deutschland                | 3           | STS-61-A (D1)                                       | USA           | 30. Okt. 1985  | 7 Tage    |             | Wissenschaftliche Experimente im Spacelab-Modul, Aussetzen des Satelliten GLOMR |
| 4   | Ernst Messerschmid   | BR Deutschland                | 4           | STS-61-A (D1)                                       | USA           | 30. Okt. 1985  | 7 Tage    |             | Wissenschaftliche Experimente im Spacelab-Modul, Aussetzen des Satelliten GLOMR |
| 5   | Klaus-Dietrich Flade | Deutschland                   | 6           | Sojus TM-14/ Sojus TM-13                            | Russland      | 17. März 1992  | 7 Tage    | Mir         |                                                                                 |
| 6   | Hans Schlegel        | Deutschland                   | 7           | STS-55 (D2)                                         | USA           | 26. Apr. 1993  | 9 Tage    |             | Wissenschaftliche Experimente im Spacelab-Modul                                 |
| 6   | Hans Schlegel        | Deutschland                   | 14          | STS-122                                             | USA           | 7. Feb. 2008   | 12 Tage   | ISS         | Installation von Columbus an der ISS                                            |
| 7   | Ulrich Walter        | Deutschland                   | 8           | STS-55 (D2)                                         | USA           | 26. Apr. 1993  | 9 Tage    |             | Wissenschaftliche Experimente im Spacelab-Modul                                 |
| 8   | Thomas Reiter        | Deutschland                   | 10          | Sojus TM-22 / Euromir 95                            | Russland      | 3. Sep. 1995   | 179 Tage  | Mir         |                                                                                 |
| 8   | Thomas Reiter        | Deutschland                   | 13          | STS-121/ Expedition 13/ Expedition 14/ STS-116      | USA           | 4. Juli 2006   | 171 Tage  | ISS         |                                                                                 |
| 9   | Reinhold Ewald       | Deutschland                   | 11          | Sojus TM-25/ Sojus TM-24                            | Russland      | 10. Feb. 1997  | 19 Tage   | Mir         |                                                                                 |
| 10  | Gerhard Thiele       | Deutschland                   | 12          | STS-99                                              | USA           | 11. Feb. 2000  | 11 Tage   |             | Shuttle Radar Topography Mission, Positionierung verschiedener Satelliten       |
| 11  | Alexander Gerst      | Deutschland                   | 15          | Sojus TMA-13M/ ISS-Expedition 40/ ISS-Expedition 41 | Russland      | 28. Mai 2014   | 165 Tage  | ISS         |                                                                                 |
| 11  | Alexander Gerst      | Deutschland                   | 16          | Sojus MS-09/ ISS-Expedition 56/ ISS-Expedition 57   | Russland      | 6. Juni 2018   | 197 Tage  | ISS         |                                                                                 |
| 12  | Matthias Maurer      | Deutschland                   | 17          | SpaceX Crew-3/ ISS-Expedition 66/ ISS-Expedition 67 | USA (SpaceX)  | 11. Nov. 2021  | 176 Tage  | ISS         |                                                                                 |
| 13  | Rabea Rogge          | Deutschland                   | 18          | Fram2                                               | USA (SpaceX)  | 1. Apr. 2025   | 3 Tage    |             |                                                                                 |

## Zeitleiste
| Datum                        | DDR                                                                               | ESA                                                                                             | DFVLR/DLR                                                                              | Privat finanziert                                           |
| ---------------------------- | --------------------------------------------------------------------------------- | ----------------------------------------------------------------------------------------------- | -------------------------------------------------------------------------------------- | ----------------------------------------------------------- |
| 25. Nov. 1976                | DDR-Auswahl: Jähn und Köllner                                                     |                                                                                                 |                                                                                        |                                                             |
| 22. Dez. 1977                |                                                                                   | Erste ESA-Auswahl: 4 Astronauten aus 4 Ländern, darunter Merbold                                |                                                                                        |                                                             |
| 1. Mai 1978                  |                                                                                   | NASA-Ausbildung von Merbold zum Nutzlastspezialist                                              |                                                                                        |                                                             |
| 26. Aug. – 3. Sep. 1978      | Flug von Jähn mit Sojus 31 zu Saljut 6, Rückflug mit Sojus 29, Köllner als Ersatz |                                                                                                 |                                                                                        |                                                             |
| Sep. 1978                    | Ausscheiden Jähn und Köllner                                                      |                                                                                                 |                                                                                        |                                                             |
| 19. Dez. 1982                |                                                                                   |                                                                                                 | Erste DFVLR-Auswahl: Furrer und Messerschmidt, NASA-Ausbildung zu Nutzlastspezialisten |                                                             |
| 28. Nov. – 8. Dez. 1983      |                                                                                   | Flug von Merbold bei STS-9                                                                      |                                                                                        |                                                             |
| 30. Okt. – 6. Nov. 1985      |                                                                                   | Merbold Ersatz bei STS-61-A                                                                     | Flug von Furrer und Messerschmidt bei STS-61-A                                         |                                                             |
| Nov. 1985                    |                                                                                   |                                                                                                 | Ausscheiden von Furrer und Messerschmidt                                               |                                                             |
| 3. Aug. 1987                 |                                                                                   |                                                                                                 | Zweite DFVLR-Auswahl: Brümmer, Schlegel, Thiele, Walpot und Walter                     |                                                             |
| Ende 1988                    |                                                                                   | Auswahl Merbold für Shuttle-Flug                                                                |                                                                                        |                                                             |
| 8. Okt. 1990                 |                                                                                   |                                                                                                 | Auswahl Ewald und Flade für DLR                                                        |                                                             |
| 22. Jan. – 30. Jan. 1992     |                                                                                   | Flug von Merbold bei STS-42                                                                     |                                                                                        |                                                             |
| 17. Mrz. – 25. März 1992     |                                                                                   |                                                                                                 | Flug von Flade mit Sojus TM-14 für Mir ’92, Rückflug mit Sojus TM-13, Ewald als Ersatz |                                                             |
| 15. Mai 1992                 |                                                                                   | Zweite ESA-Auswahl: 6 Astronauten aus 6 Ländern, darunter Reiter                                |                                                                                        |                                                             |
| 26. Apr. – 6. Mai 1993       |                                                                                   |                                                                                                 | Flug von Schlegel und Walter bei STS-55, Brümmer und Thiele als Ersatz                 |                                                             |
| Mai 1993                     |                                                                                   |                                                                                                 | Ausscheiden Brümmer, Walpot und Walter                                                 |                                                             |
| Aug. 1993                    |                                                                                   | Auswahl von Merbold für Euromir ’94                                                             |                                                                                        |                                                             |
| 3. Okt. – 4. Nov. 1994       |                                                                                   | Flug von Merbold mit Sojus TM-20 für Euromir ’94                                                |                                                                                        |                                                             |
| 3. Sep. – 29. Feb. 1996      |                                                                                   | Flug von Reiter mit Sojus TM-22 für Euromir ’95                                                 |                                                                                        |                                                             |
| 1996/1997                    |                                                                                   |                                                                                                 | Thiele bei NASA-Gruppe 16, Ausbildung zum Missionsspezialisten                         |                                                             |
| 10. Feb. – 2. März 1997      |                                                                                   |                                                                                                 | Flug von Ewald mit Sojus TM-25, Schlegel als Ersatz                                    |                                                             |
| 25. März 1998                |                                                                                   | ESA-Entscheidung für Europäisches Astronautenkorps EAC                                          |                                                                                        |                                                             |
| 1. Juni 1998                 |                                                                                   | Bildung EAC mit Reiter                                                                          |                                                                                        |                                                             |
| 1. Aug. 1998                 |                                                                                   | Schlegel und Thiele wechseln von DLR zu ESA                                                     | Schlegel und Thiele wechseln von DLR zu ESA                                            |                                                             |
| 1998/1999                    |                                                                                   | Schlegel bei NASA-Gruppe 17, Ausbildung zum Missionsspezialisten                                |                                                                                        |                                                             |
| 30. Aug. 1998                |                                                                                   | Merbold scheidet aus                                                                            |                                                                                        |                                                             |
| Feb. 1999                    |                                                                                   | Ewald wechselt von DLR zu ESA, damit vier Deutsche im EAC, DLR-Gruppe aufgelöst                 | Ewald wechselt von DLR zu ESA, damit vier Deutsche im EAC, DLR-Gruppe aufgelöst        |                                                             |
| 11. Feb. – 22. Feb. 2000     |                                                                                   | Flug von Thiele mit STS-99                                                                      |                                                                                        |                                                             |
| 22. Jul. – April 2004        |                                                                                   | Thiele Ersatz für den Niederländer Kuipers bei Sojus TMA-4                                      |                                                                                        |                                                             |
| Okt. 2005                    |                                                                                   | Thiele tritt aus EAC aus                                                                        |                                                                                        |                                                             |
| 4. Jul. – 22. Dez. 2006      |                                                                                   | Flug von Reiter mit STS-121 zur ISS (Expeditionen 13 und 14, Rückflug mit STS-116)              |                                                                                        |                                                             |
| 2007                         |                                                                                   | Ewald tritt aus EAC aus                                                                         |                                                                                        |                                                             |
| Okt. 2007                    |                                                                                   | Reiter tritt aus EAC aus                                                                        |                                                                                        |                                                             |
| 7. Feb. – 20. Feb. 2008      |                                                                                   | Flug von Schlegel bei STS-122                                                                   |                                                                                        |                                                             |
| 20. Mai 2009                 |                                                                                   | Dritte ESA-Auswahl: 6 Astronauten aus 5 Ländern, darunter Gerst                                 |                                                                                        |                                                             |
| 18. Sep. 2011                |                                                                                   | Auswahl Gerst für ISS-Expedition 40 und 41                                                      |                                                                                        |                                                             |
| 28. Mai – 10. Nov. 2014      |                                                                                   | Flug von Gerst bei ISS-Expedition 40 und ISS-Expedition 41                                      |                                                                                        |                                                             |
| Juli 2015                    |                                                                                   | Maurer als EAC-Nachrücker                                                                       |                                                                                        |                                                             |
| 18. Mai 2016                 |                                                                                   | Auswahl Gerst für ISS-Expedition 56 und 57. Nominierung als Kommandant von 57.                  |                                                                                        |                                                             |
| 6. Jun. – 20. Dez. 2018      |                                                                                   | Flug von Gerst bei ISS-Expedition 56 und 57; erster deutscher ISS-Kommandant ab 4. Oktober 2018 |                                                                                        |                                                             |
| Dez. 2020                    |                                                                                   | Auswahl Maurer für ISS-Expedition 66 (Flug mit SpaceX Crew-3)                                   |                                                                                        |                                                             |
| 11. Nov. 2021 – 6. Mai 2022  |                                                                                   | Flug von Maurer bei ISS-Expedition 66                                                           |                                                                                        |                                                             |
| 1. Apr. 2025 – 4. April 2025 |                                                                                   |                                                                                                 |                                                                                        | Flug von Rogge als erste deutsche Frau im Weltall bei Fram2 |